# Niegowić

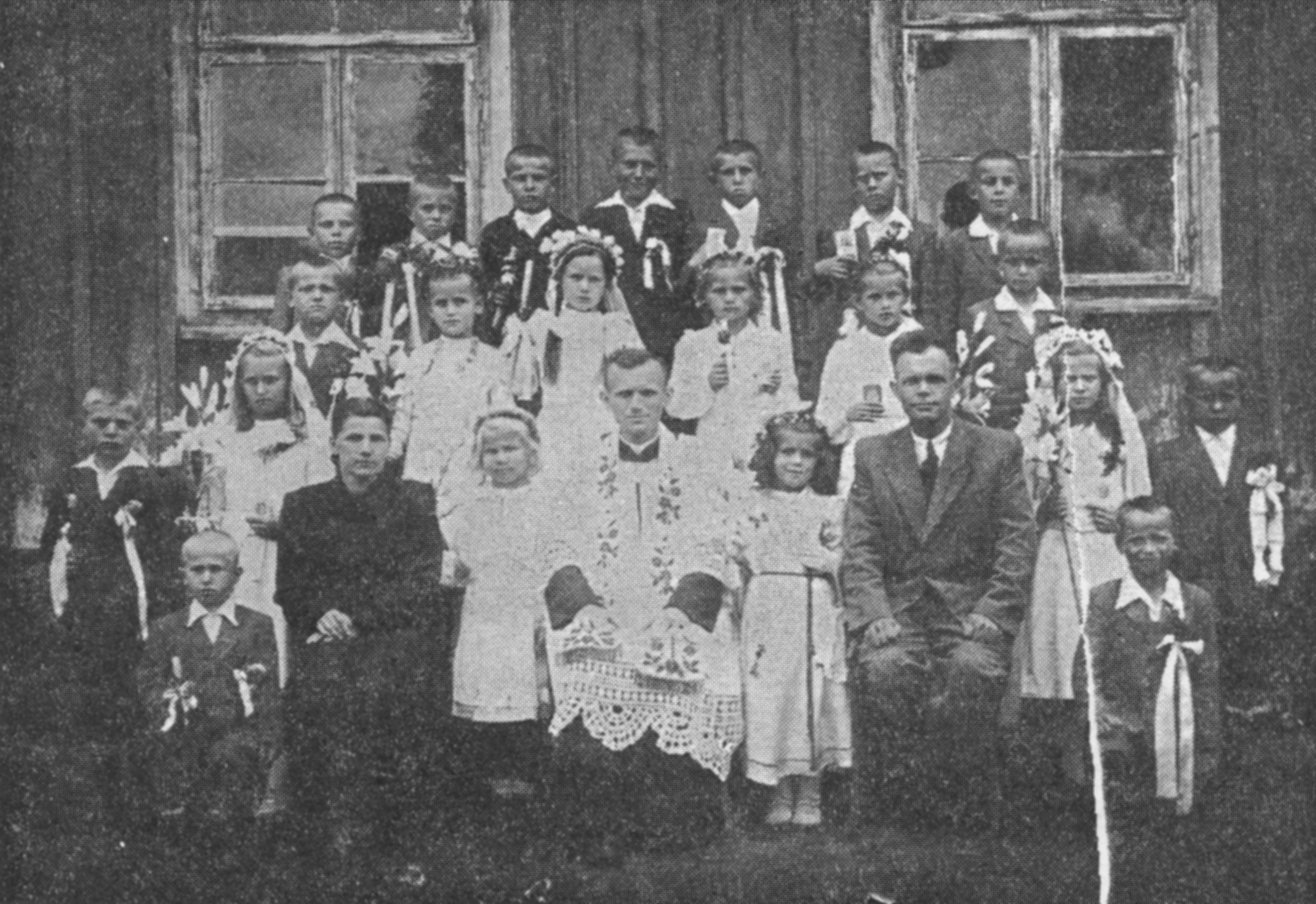
Wojtyła a Niegowić nel 1948

Niegowić (pronuncia polacca: [ɲeˈɡɔvit͡ɕ]) è una frazione della Polonia, situata nel voivodato della Piccola Polonia. È una frazione del comune di Gdów, sito nel distretto di Wieliczka. Si trova a circa 13 km a sud-est di Wieliczka e a 25 km a sud-est di Cracovia.

## Storia
Niegowić fu la parrocchia dove Karol Wojtyła, il futuro papa Giovanni Paolo II, fu inviato come parroco al suo primo incarico. Rimase come parroco per circa un anno, dal luglio del 1948 all'agosto del 1949.